# Ivan Roots
Ivan Alan Roots (* 3. März 1921 in Maidstone, Kent; † 8. Februar 2015) war ein britischer Historiker.

## Leben
Ivan Roots wurde 1921 als einer von fünf Söhnen von Frank Roots und dessen Frau Ellen (geborene Snashfold) in Maidstone in der Grafschaft Kent geboren. Er besuchte die Grammar School in Maidstone und studierte später am Balliol College der University of Oxford. Christopher Hill war dort sein Tutor und mit diesem verband ihn eine lebenslange Freundschaft. In Oxford entdeckte er auch sein Interesse an der Geschichte des Englands des 17. Jahrhunderts, speziell nach dem Englischen Bürgerkrieg. Nach seinem Abschluss trat er 1941 in das Royal Corps of Signals ein und diente in Indien und Burma. 1944 nahm er an der Schlacht um die Admin-Box teil. Er verließ die Armee im Rang eines captain.
Wieder im Vereinigten Königreich übernahm er am University College of South Wales and Monmouthshire in Cardiff seinen ersten akademischen Posten. Dort lernte er seine spätere Ehefrau, Tegwyn Williams, kennen. 1947 heirateten die beiden. Aus der Ehe gingen zwei Kinder, ein Sohn und eine Tochter hervor. 1967 wechselte Roots an die University of Exeter, wo er zum Professor für Geschichte berufen wurde. Hier verbrachte er seine weitere akademische Karriere. 1986 erfolgte seine Emeritierung.
Roots war 12 Jahre Präsident der Cromwell Association.

## Veröffentlichungen (Auswahl)
- mit Donald Pennington (Hrsg.): The Committee at Stafford, 1643–1645 (1957)
- The Great Rebellion (1966)
- (Hrsg.): Into Another Mould: Aspects of the Interregnum (1981)
- The Monmouth Rising (1986)
- (Hrsg.): Speeches of Oliver Cromwell (1989)
- Cromwellian and Restoration Devon (2003)